# Kitzbühel
Kitzbühel je majhno srednjeveško mesto z okoli 8.000 prebivalci, ki leži ob reki Kitzbühler Ache v zvezni deželi Tirolski. Leži sredi Kitzbühelskih alp, približno 100 km stran ob deželnega glavnega mesta Innsbruck. Mesto je svetovno znano smučarsko središče, kjer vsako leto potekajo tekme za pokal Hahnenkamm na progi streif.